# Agüimes
Agüimes is een gemeente en plaats in de Spaanse provincie Las Palmas in de regio Canarische Eilanden op het eiland Gran Canaria met een oppervlakte van 79 km². Agüimes telt 30.742 inwoners (1 januari 2016). Behalve de gelijknamige plaats liggen in gemeente Agüimes nog een aantal andere kernen, waaronder Arinaga en Gueyadeque (bekend om de grotwoningen).
Agüimes werd gesticht in 1491, direct na verovering van Gran Canaria door Spanjaarden. Op de plek van de nieuwe nederzetting woonde de inheemse bevolking voorheen in hutten en grotten. Zij hadden deze plek gekozen om te wonen vanwege het landschap en de natuurlijke rijkdommen. Archeologische vondsten in onder andere het vlakbijgelegen Gueyadeque bevestigen de vroegere bewoning in grotten. Na de stichting werd Agüimes door de Spaanse kroon overgedragen aan de Katholieke kerk, in ruil voor de financiële steun die de kerk had geleverd bij de verovering van Gran Canaria. Het bisschoppelijk bewind zal bijna 4 eeuwen duren, totdat in 1873 de secularisatiewet van kracht werd.
Het centrum van het dorp, het casco historico' wijkt af van de meeste andere plaatsen op Gran Canaria. Dat komt door de nadrukkelijk aanwezige moorse bouwstijl, vermengd met typische Canarische bouwelementen. Rond de kerk Iglesia de San Sebastián bevinden zich een aantal straatjes met voorbeelden van de voor Agüimes typische huizen en gebouwen. De kerk zelf is kathedraalachtig met de grondvorm van een basiliek. De gevel is neoklassiek. In 1981 werd de kerk erkend als nationaal monument.
Agüimes heeft een lange traditie op het gebied van de volkskeuken. Gevulde soepen (met groente, waterkers.), vis, mojo-saus, vlees van de grill, bijgerechten of likeuren: alles wordt bereid volgens oeroude recepten uit het kookboek van de regio, Las Recetas de Agüimes.
Ook de wijnbouw en kazerij (bekend zijn de belegen, jong belegen en jonge kazen uit Cruce de Arinaga en Temisas) behoren tot het gastronomisch erfgoed van Agüimes. Ten slotte wordt ook het brood uit deze regio alom geroemd, hetgeen tot uitdrukking komt in de volksspreuk: es más bueno que el pan de Agüimes (het is zelfs nog lekkerder dan brood uit Agüimes).
De snelweg GC-1 loopt door de gemeente. Langs deze snelweg zijn op land waar voorheen tomatenplantages stonden nu bedrijven en industrie gevestigd. Ten behoeve van deze nieuwe commerciële zone is een nieuwe haven gebouwd.
De kust bij Arinaga staat bekend als een van de belangrijkste duikgebieden van de Canarische Eilanden.

## Demografische ontwikkeling
Bron: INE; 1857-2011: volkstellingen
Hoofdstad: Las Palmas de Gran Canaria

Gemeenten / gemeentelijke hoofdsteden: Agaete · Agüimes · Artenara · Arucas · Firgas · Gáldar · Ingenio · La Aldea de San Nicolás · Mogán · Moya · San Bartolomé de Tirajana · Santa Brígida · Santa Lucía de Tirajana · Santa María de Guía de Gran Canaria · Tejeda · Telde · Teror · Valleseco · Valsequillo de Gran Canaria · Vega de San Mateo

Overige plaatsen: Arguineguín · Fataga · Maspalomas · Playa del Inglés · Puerto de las Nieves · Puerto de Mogán · Puerto Rico · San Agustín